# Peter Tsiamalili Junior
Peter Tsiamalili Junior est un administrateur sportif et homme politique papou-néo-guinéen.

## Biographie

### Carrière administrative et entrée en politique
Il est le fils de Peter Tsiamalili (en), ambassadeur de Papouasie-Nouvelle-Guinée auprès de divers pays étrangers puis haut-fonctionnaire chargé de l'administration de la fonction publique de la région autonome de Bougainville après la guerre civile de Bougainville.
En 2013, Peter Tsiamalili Junior devient directeur général de la Fondation des Sports de Papouasie-Nouvelle-Guinée, l'agence du gouvernement pour le pilotage et la mise en application des politiques publiques en matière sportive,. À ce poste, outre les compétitions sportives nationales, il préside à l'accueil par la Papouasie-Nouvelle-Guinée des Jeux du Pacifique de 2015, de la Coupe du monde féminine de football des moins de 20 ans 2016, de la Coupe du monde de rugby à XIII 2017 (conjointement avec l'Australie et la Nouvelle-Zélande) et des championnats d'Océanie de natation de 2018,. Reconduit à son poste en 2019 par le ministre des Services publics Elias Kapavore (en), il démissionne en juin 2020 pour se présenter à l'élection présidentielle bougainvillaise de 2020,.

### Député et ministre

#### Premiers mandats (2021-2022)
Il termine cinquième sur vingt-cinq candidats à l'élection présidentielle, avec 8,1 % des voix, le scrutin étant remporté par Ishmael Toroama. Il se présente alors à l'élection législative partielle de 2021 pour le poste de gouverneur de Bougainville, et donc conjointement pour le siège de député de la province de Bougainville au Parlement national de Papouasie-Nouvelle-Guinée, où le gouverneur de chaque province siège ex officio. Bougainville étant la seule province à avoir le statut de « région autonome », elle est gouvernée en réalité par son président, son gouverneur la représentant auprès des instances nationales. Le poste de gouverneur est vacant car Joe Lera (en) en a démissionné pour être candidat lui aussi, sans succès, à l'élection présidentielle de 2020. Peter Tsiamalili Junior est élu devant notamment Simon Dumarinu, et décrit son rôle comme étant « un porte-parole du président » auprès du Parlement national, et si possible un coordinateur des députés des trois circonscriptions de Bougainville au Parlement national pour une meilleure promotion des intérêts de la région autonome auprès des instances nationales,,. Il ajoute que Bougainville est un « pays » et que son objectif en tant que représentant du pays au Parlement de Papouasie-Nouvelle-Guinée est de « soutenir notre président pour obtenir notre indépendance ».
Le Premier ministre de Papouasie-Nouvelle-Guinée, James Marape, le nomme alors, le 12 mai 2021, ministre adjoint au Premier ministre, chargé des affaires relatives à Bougainville. Son rôle est de participer aux consultations entre le gouvernement national et le gouvernement de Bougainville pour les suites à donner au référendum de décembre 2019 par lequel la population de Bougainville a voté à 98,3 % en faveur de l'indépendance de la région. En mars 2022, le gouvernement Marape le nomme par ailleurs représentant des enjeux du réchauffement climatique pour Bougainville, Peter Tsiamalili Junior rappelant à cette occasion que « Bougainville a vu les premiers réfugiés climatiques au monde », aux îles Carteret, et remerciant le gouvernement pour l'aide de 10 000 000 kina qu'il va apporter aux personnes déplacées par les conséquences du réchauffement climatique à Bougainville.

#### Seconds mandats (depuis 2022)
Son premier mandat de gouverneur-député ne dure que quatorze mois, sur la fin de la législature 2017-2022. Aux élections législatives papou-néo-guinéennes de 2022, ayant mené campagne en faveur de l'indépendance ainsi que de l'accès pour les Bougainvillais à des services essentiels, il conserve son siège de gouverneur-député, avec l'étiquette du Pangu Pati, le parti de James Marape. Il devance notamment les candidats John Momis, ancien président de Bougainville, et Joe Lera, son propre prédécesseur,,. Simon Dumarinu du Parti social-démocrate remporte la circonscription de Bougainville-centre, et Timothy Masiu (du Pangu Pati) celle de Bougainville-sud, tandis que William Nakin, décédé durant le scrutin, est réélu député de Bougainville-nord à titre posthume. James Marape nomme alors Peter Tsiamalili ministre de la Sécurité intérieure, c'est-à-dire ministre de la police et des services pénitenciers, dans son gouvernement. À ce poste, il préside à la mise en place d'un partenariat entre la Royal Papua New Guinea Constabulary (en) (la police) et les services du ministère des Technologies de l'information et de la communication pour combattre ensemble la criminalité. La gestion des relations avec Bougainville est quant à elle confiée au ministre Mannaseh Makiba.